# Ida-Hubbe-Stift

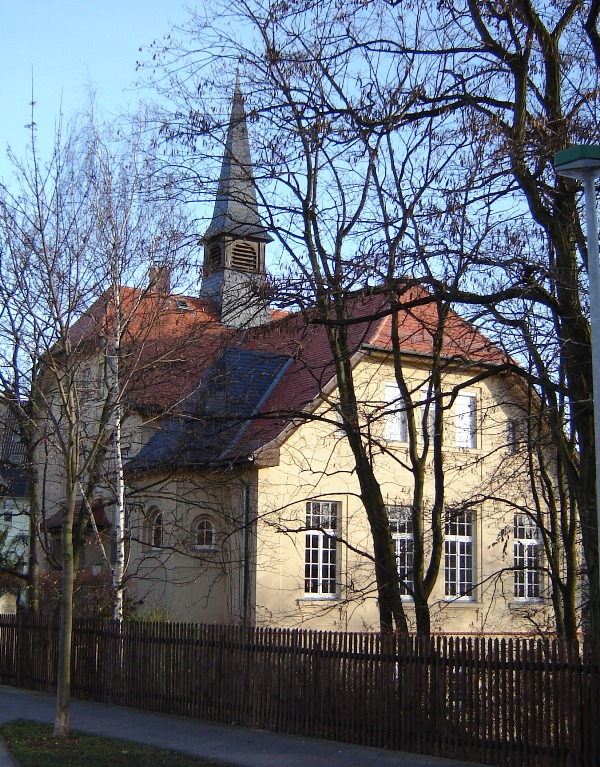
Ida-Hubbe-Stift

Das Ida-Hubbe-Stift ist eine evangelische Kirche in Magdeburg.

## Bau
Der Magdeburger Unternehmer Gustav Hubbe gründete zum Andenken an seine Mutter Ida Hubbe die Ida-Hubbe-Stiftung. Diese ließ vom Stiftungsvermögen die Kirche und das St.-Trinitatis-Gemeindehaus für die evangelische Kirchengemeinde Magdeburg-Cracau im Stadtteil Brückfeld errichten. Architekt war der Berliner Jugendstilarchitekt Peter Schneider. Die Weihe der Kirche erfolgte am 29. Oktober 1916.

## Nutzung als Kirche
Nach dem Zweiten Weltkrieg konnte die stark beschädigte Lutherkirche im Stadtteil Brückfeld nicht wieder aufgebaut werden, da das 
Grundstück 1951 zwangsweise in das Eigentum der Stadt übertragen worden und das von der Stadt zugewiesene Ausgleichsgrundstück im Besitz der Roten Armee war und von dieser bis 1994 genutzt wurde. Fortan diente das Gemeindehaus als Kirche der Trinitatis-Gemeinde.